# Santa Maria in Domnica
De Santa Maria in Domnica, ook wel de Santa Maria alla Navicella is een basiliek in Rome, aan de Via della Navicella, 10. De eerste naam dankt de kerk aan het woord Domnicum waarmee in de Romeinse Oudheid een kerk van Christelijke samenkomst werd aangeduid, de tweede naam heeft betrekking op het kleine stenen scheepje (Navicella) dat - eveneens in de Oudheid - door matrozen voor de kerk werd opgesteld als votiefgave aan Isis. Dit scheepje werd door paus Leo X omgebouwd tot fontein.
Op de plek van de huidige kerk heeft dus al lange tijd een tempel gestaan. De oudste vorm van de huidige kerk stamt uit de zevende eeuw. In het begin van de negende eeuw werd de kerk grotendeels herbouwd door paus Paschalis I. Uit die tijd dateert ook het mozaïek in de koepel van de basiliek.
Paus Leo X liet de kerk in 1513-14 grondig restaureren. Bij de restauratie werd de portico gemaakt voor de ingang. De fresco's in de kerk zijn van Perin del Vaga, naar een ontwerp van Giulio Romano.

## Titeldiaconie
De kerk is sinds 800 een titeldiaconie. Titularis waren:
- 1559-1560: Alfonso Carafa
- 1887-1889: Agostino Bausa
- 1953-1979: Alfredo Ottaviani (1967-1979 titelkerk pro hac vice)
- 1983-1991: Henri de Lubac
- 1994-2005: Luigi Poggi
- 2006-2016: William Levada (2016-2019 titelkerk pro hac vice)
- 2020-heden: Marcello Semeraro